# 尤妮斯·玛丽·肯尼迪
尤妮斯·玛丽·肯尼迪·施賴弗（英語：Eunice Mary Kennedy Shriver，1921年7月10日—2009年8月11日），美国慈善家、肯尼迪家族的成员。特殊奥林匹克运动会的创立者，由於她為殘疾人所做的努力，1984年被授予总统自由勋章。她是美国总统约翰·肯尼迪的妹妹，参议员罗伯特·肯尼迪和泰德·肯尼迪以及美国驻爱尔兰大使珍妮·肯尼迪·史密斯的姐姐。丈夫为美国驻法国大使、1972年总统大选民主党副总统候选人萨金特·施赖弗。次子为现任特殊奥林匹克运动会主席蒂莫西·施赖弗，女儿为演员、前加州州長阿諾·史瓦辛格的前妻玛丽亚·施赖弗。